# Пеннок (Міннесота)
Пеннок (англ. Pennock) — місто (англ. city) в США, в окрузі Кендійогі штату Міннесота. Населення — 479 осіб (2020).

## Географія
Пеннок розташований за координатами 45°8′45″ пн. ш. 95°10′29″ зх. д. / 45.14583° пн. ш. 95.17472° зх. д. (45.145857, -95.174708).  За даними Бюро перепису населення США в 2010 році місто мало площу 2,73 км², уся площа — суходіл.

## Демографія
Згідно з переписом 2010 року, у місті мешкало 508 осіб у 174 домогосподарствах у складі 138 родин. Густота населення становила 186 осіб/км².  Було 184 помешкання (67/км²).
Расовий склад населення:
| - 91,5 % — білих - 1,4 % — азіатів - 3,9 % — осіб інших рас |

До двох чи більше рас належало 3,1 %. Частка іспаномовних становила 16,9 % від усіх жителів.
За віковим діапазоном населення розподілялося таким чином: 28,9 % — особи молодші 18 років, 63,4 % — особи у віці 18—64 років, 7,7 % — особи у віці 65 років та старші. Медіана віку мешканця становила 30,6 року. На 100 осіб жіночої статі у місті припадало 96,9 чоловіків;  на 100 жінок у віці від 18 років та старших — 97,3 чоловіків також старших 18 років.
Середній дохід на одне домашнє господарство  становив 51 498 доларів США (медіана — 41 964), а середній дохід на одну сім'ю — 53 939 доларів (медіана — 43 125). Медіана доходів становила 32 639 доларів для чоловіків та 35 625 доларів для жінок. За межею бідності перебувало 13,2 % осіб, у тому числі 16,0 % дітей у віці до 18 років та 16,7 % осіб у віці 65 років та старших.
Цивільне працевлаштоване населення становило 274 особи. Основні галузі зайнятості: освіта, охорона здоров'я та соціальна допомога — 17,9 %, виробництво — 16,1 %, роздрібна торгівля — 15,0 %.